# Colotis ungemachi
Colotis ungemachi is een vlindersoort uit de familie van de Pieridae (witjes), onderfamilie Pierinae.
Colotis ungemachi werd in 1922 beschreven door Le Cerf.